# Golpe
Un golpe es un impacto entre un cuerpo en movimiento y otro cuerpo, así como el efecto que produce.
Los golpes pueden ser intencionados (como el resultado de una agresión o el desarrollo de un deporte de combate) o fortuitos (como una caída). Pueden dar lugar a heridas,moretones y lesiones, como traumatismo.Se puede quitar con pomadas o tratamientos especiales según el tipo de golpe.

## Denominación
En español se utiliza a menudo el sufijo aumentativo -azo para indicar un golpe dado por la palabra base. También se utiliza el sufijo -ada, que indica de forma más general una acción.
Así, según la parte del cuerpo humano en movimiento que produce el golpe, se habla de un cabezazo o testarazo (un golpe con la cabeza), un manotazo (con la mano, que a su vez puede ser un puñetazo si se da con la mano cerrada en puño o una bofetada si es con la palma), un dedazo (con el dedo), un codazo (con el codo), un rodillazo (con la rodilla) o una patada o puntapié (con el pie). En el caso de otros animales, se habla de un zarpazo (con la zarpa) o un coletazo (con la cola).

## Sentido figurado
La palabra «golpe» se utiliza a menudo en sentido figurado, como un suceso que tiene lugar de forma repentina. Por ejemplo, un golpe de tos es un acceso repentino de tos, un golpe de efecto es una acción inesperada que sorprende al público en una actuación, un golpe de suerte es un suceso repentino que puede ser próspero o adverso y un golpe de calor es un trastorno por el que la temperatura corporal supera los 40 °C. En ninguno de estos casos tiene lugar un impacto físico. Por otra parte, el golpe de gracia es un golpe con el que se remata a un ser malherido, aunque la expresión se puede usar asimismo con un sentido figurado.
También se utiliza con la connotación de impacto violento contra un colectivo, una institución o un ser abstracto, como en las expresiones golpe de Estado (calco del francés coup d'état) y golpe de mercado.